# Lieplaukė (stacja kolejowa)
Lieplaukė (ros. Леплауке) – stacja kolejowa w pobliżu miejscowości Lieplaukė, w rejonie telszańskim, w okręgu telszańskim, na Litwie. Położona jest na linii Szawle – Kretynga.

## Historia
Stacja została otwarta w okresie międzywojennym.